# غاز ماص للحرارة

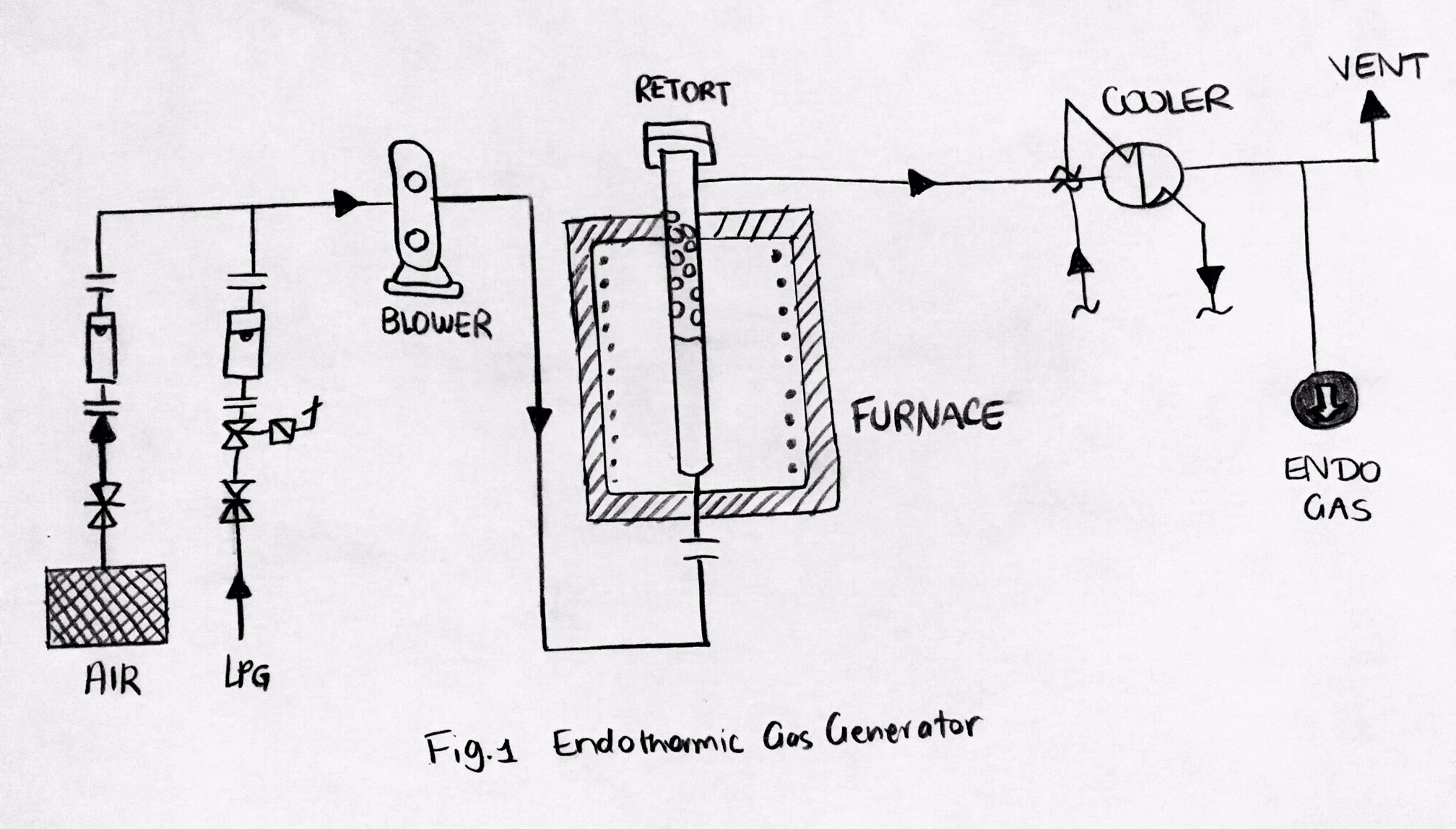

الغاز الماص للحرارة هو غاز يثبط أو يعكس الأكسدة على الأسطح التي يتلامس معها. هذا الغاز هو نتاج احتراق غير كامل في بيئة خاضعة للرقابة. ومن الأمثلة على ذلك غاز الهيدروجين (H 2 ) وغاز النيتروجين (N 2 ) وأول أكسيد الكربون (CO). الهيدروجين وأول أكسيد الكربون عوامل اختزال، لذلك يعملان معًا لحماية الأسطح من الأكسدة.
غالبًا ما يستخدم الغاز الماص للحرارة كغاز حامل لتكربن الغاز وكربونات النتروجين. يمكن استخدام مولد غاز ماص للحرارة لتزويد الحرارة لتشكيل تفاعل ماص للحرارة .
يتم توليفها في المعوجة الحفازة للمولدات الماصة للحرارة، يتم دمج الغاز في الغلاف الماص للحرارة مع غاز مضاف بما في ذلك الغاز الطبيعي أو البروبان (C 3 H 8 ) أو الهواء ثم يستخدم لتحسين عمل كيمياء السطح الموجود في فرن.
هناك نوعان من الأهداف المشتركة من الأجواء في المعالجة الحرارية الصناعة:
1. حماية المواد المعالجة من التفاعلات السطحية (خاملة كيميائيًا)
2. السماح بتغيير سطح المواد المعالجة (تفاعل كيميائيًا)

المكونات الرئيسية لمولدات الغاز الماص للحرارة:
1. غرفة تسخين لتزويد الحرارة بعناصر التدفئة الكهربائية للاحتراق
2. معوج أسطواني عمودي
3. قطع سيراميك صغيرة مسامية مشبعة بالنيكل، تعمل كمحفز للتفاعل
4. تبريد مبادل حراري من أجل تبريد منتجات التفاعل في أسرع وقت ممكن بحيث يصل إلى درجة حرارة معينة توقف أي تفاعل آخر
5. نظام تحكم يساعد في الحفاظ على تناسق درجة حرارة التفاعل مما يساعد على ضبط نسبة الغاز، وتوفير نقطة الندى المطلوبة.

كيمياء مولدات الغاز الماص للحرارة:
- N 2 ( نيتروجين ) → 45.1٪ (الحجم)
- CO ( أول أكسيد الكربون ) → 19.6٪ (الحجم)
- CO 2 ( ثاني أكسيد الكربون ) → 0.4٪ (الحجم)
- H 2 ( هيدروجين ) → 34.6٪ (حجم)
- CH 4 ( الميثان ) → 0.3٪ (الحجم)
- درجة التكثف → + 20 / + 50
- نسبة الغاز → 2: 6: 1

تطبيقات مولدات الغاز الماص للحرارة:
1. التلدين: حديد وصلب
2. لحام : النحاس والفضة
3. ترميم الكربون: الكربنة، نيترة الكربنة، النتروجين
4. تصلب محايد: صلب منخفض الكربون متوسط وعالي
5. التطبيع: الحديد والصلب
6. تلبد: معادن مسحوقة

من السهل نسبيًا تشغيل وصيانة مولدات الغاز الماص للحرارة، ومع ذلك، غالبًا ما يتم تجاهل الصيانة مثل عملية الاحتراق.
استكشاف أخطاء مولد الغاز الماص للحرارة وإصلاحها (التكسير عند 1040 درجة مئوية):
- عندما تكون نقطة الندى عالية ويكون جهد الكربون منخفضًا، غالبًا ما يؤدي إلى تسرب الهواء. يجب منع ذلك عن طريق فحص الأختام والمفاصل والشفاه. يجب على المرء أيضا التحقق من معوجة التسرب. يعتبر فحص الضاغط عن طريق التحقق من موقع وموقع نقطة العينة مثاليًا أيضًا لمنع تسرب الهواء.
- عندما تكون نقطة الندى منخفضة وإمكانية الكربون عالية، يجب على المرء التحقق من المحفز في المعوجة. يجب أيضًا فحص المبرد عند التفريغ مع المواسير في الفرن.